# Católicas pelo Direito de Decidir
Católicas pelo Direito de Decidir é um movimento político de cunho internacional que se articula em organizações não-governamentais (ONGs) hoje em 12 países pelo mundo. Formada por mulheres que se intitulam como "católicas", mas que não são reconhecidas pela Igreja Católica devido à incompatibilidade de suas posições com a doutrina oficial, a ONG propõe um questionamento sobre determinadas leis eclesiásticas da instituição, em especial aquelas relacionadas ao aborto, direitos reprodutivos e à autonomia das mulheres sobre o próprio corpo.
No Brasil, o movimento foi fundado em 1993 na cidade de São Paulo e desde então trabalha em parceria com outras ONGs e coletivos feministas ampliando a visibilidade de certas pautas e, sobretudo, oferecendo uma visão diferente delas para as religiosas sobre a instituição que creem.[carece de fontes?]
Uma de suas atuações mais significativas foi a campanha pela sanção do PLC 3/2013, um projeto de lei que torna obrigatório o preparo de todos os hospitais públicos para prestarem atendimento de emergência integral e multidisciplinar a mulheres vítimas de violência sexual.

## História
Católicas pelo Direito de Decidir originou-se nos Estados Unidos no ano de 1971 num momento em que a justiça do estado do Texas legalizou o aborto após o célebre caso Roe v. Wade. A decisão, entendida como uma conquista para muitos movimentos feministas, resultou na mobilização de mulheres praticantes da doutrina católica para repercutir o fato dentro dos espaços da Igreja e fazer do tema algo a ser discutido na instituição. No mesmo ano, essas militantes organizaram-se em um grupo denominado “Catholics for a Free Choice”, precursor das ideias as quais, anos mais tarde, resultariam na formação de onze outras ONGs de mesmo cunho pelo mundo, em especial na América Latina.[carece de fontes?]
No Brasil, o movimento surge em 1993 na cidade de São Paulo em um evento feminista das comemorações de 8 de março, Dia Internacional das Mulheres. A sede da ONG localiza-se no bairro Bela Vista, região central da cidade, a alguns metros da Basílica Nossa Senhora do Carmo.[carece de fontes?]

## Objetivos
O movimento social tem como principal meta ampliar o debate sobre pautas de grupos de minorias sociais na comunidade por meio de discursos ético-religiosos. A ONG dispõe-se a oferecer diferentes pontos de vista sobre assuntos tradicionalmente silenciados pela Igreja Católica, como a autonomia das mulheres sobre seus corpos e a diversidade sexual.[carece de fontes?]
Católicas pelo Direito de Decidir declara-se uma organização essencialmente democrática e, a partir desse princípio, propõe-se a defender o respeito, a autonomia e a liberdade quanto à reprodução e à experiência humana com a sexualidade. O movimento também soma-se a forças políticas que defendem a laicidade do Estado, para que esse tenha plena autonomia frente a grupos religiosos e esses, em contra partida, restrinjam-se ao âmbito da fé e da promoção crescimento espiritual dos integrantes de suas comunidades.
As integrantes da organização entendem ser fundamental a participação de grupos religiosos nas discussões democráticas do país quanto à criação e modificação da legislação, por serem parte integrante da cultura da sociedade sobre a qual essas leis irão operar. Declaram-se contra, no entanto, a qualquer poder político relegado a esses grupos, os quais não devem interferir nas políticas de Estado senão no âmbito de debate e da disputa de pautas a serem discutidas.

## Atuação
Para trazer esse debate para dentro dos espaços da Igreja Católica, o principal argumento da ONG é amparar-se justamente nos princípios da religião cristã para defender suas causas, com o objetivo de explanar que tais pautas podem ser vistas sob outra perspectiva, inclusive sob a óptica católica.
Recorrer ao acervo religioso da própria instituição é a maior forma de diálogo utilizada pelo movimento para comunicar-se não somente com a sociedade como um todo, mas principalmente com a própria comunidade católica. Entre as várias possíveis interpretações para as doutrinas Igreja, a ONG se debruça sobre uma passagem do livro de Romanos, parte do livro sagrado da religião cristã, a Bíblia Sagrada, em que se lê que o ser humano deve obedecer sempre ao julgamento de sua consciência, o que imprimi uma visão mais libertária sobre as decisões individuais que a tradicionalmente divulgada pela Igreja Católica, especialmente referente aos assuntos que motivam a ONG como aborto e sexualidade.
O movimento também atua promovendo oficinas, cursos, debates, seminários e nutre uma biblioteca digital para ampliar os canais de comunicação com os fiéis. Nesses diálogos públicos, divulga-se majoritariamente o estímulo às discussões propostas, sob o argumento de que as posições da Igreja Católica quanto aos temas desenvolvidos pela ONG não dogmas da religião e sim leis eclesiásticas formuladas pela cúpula da instituição, as quais, por não serem, assim, de ordem divina, podem ser contestadas e debatidas por toda comunidade religiosa.

## Aparição
Católicas pelo Direito de Decidir atua em parceria com diversos movimentos sociais com objetivos do mesmo âmbito, seja na discussão de políticas públicas, seja em eventos da própria Igreja Católica.[carece de fontes?]
Em 2012, o movimento ganhou espaço no editorial do site de notícias “VioMundo”, concretizando parte de sua tática de aparecer em veículos da mídia para ampliar seus espaços de discussão
Em 2013, a ONG posicionou-se criticamente quanto aos conteúdos oficiais divulgados aos jovens na Jornada Mundial da Juventude e desenvolveu uma campanha informativa chamada de “O Papa vem aí? O que muda na sua vida?” 

## Uso do termo "católicas"
Em 2020, após ação movida pelo Centro Dom Bosco, a organização foi proibida de utilizar em seu nome o termo católicas por um juiz de primeira instância, sob pena de multa diária de mil reais, decisão que foi confirmada pelo tribunal. Na sentença, alegou-se que a defesa de pautas proscritas pelo magistério daquela igreja seria fator impeditivo para que uma organização assim se referisse. A decisão foi posteriormente reformada, em recurso para o STJ.
Em 30 de agosto de 2022, a Terceira Turma do Superior Tribunal de Justiça (STJ) decidiu, em trânsito em julgado (acórdão), que a entidade Católicas pelo Direito de Decidir pode utilizar o termo católicas em sua nomenclatura. De acordo com a ministra Nancy Andrighi, relatora do recurso, houve ilegitimidade do Centro Dom Bosco por não haver uma relação jurídica de direito material no processo para questionar o uso do termo, uma vez que se trata de uma "associação de fiéis". Segundo a magistrada, somente a própria Igreja Católica, uma organização religiosa, em tese, teria legitimidade para dar prosseguimento a petição inicial do processo, haja vista que se representa como "pessoa jurídica de direito privado autônoma e titular da própria esfera jurídica, nos termos do inciso IV, do art. 44, do Código Civil brasileiro."

## Nota da CNBB
Nota da CNBB (Conferência Nacional dos Bispos do Brasil) sobre as Católicas pelo Direito de Decidir:
"Têm chegado à sede da Conferência Nacional dos Bispos do Brasil – CNBB – inúmeras consultas sobre a ONG denominada “Católicas pelo Direito de Decidir”, uma vez que em seus pronunciamentos há vários pontos contrários à doutrina e à moral católicas.
Esclarecemos que se trata de uma entidade feminista, constituída no Brasil em 1993, e que atua em articulação e rede com vários parceiros no Brasil e no mundo, em particular com uma organização norte-americana intitulada “Catholics for a Free Choice”. Sobre esta última, a Conferência dos Bispos Católicos dos Estados Unidos já fez várias declarações, destacando que o grupo tem defendido publicamente o aborto e distorcido o ensinamento católico sobre o respeito e a proteção devidos à vida do nascituro indefeso; é contrário a muitos ensinamentos do Magistério da Igreja; não é uma organização católica e não fala pela Igreja Católica. Essas observações se aplicam, também, ao grupo que atua em nosso país.
A Campanha da Fraternidade deste ano de 2008 reafirma nosso compromisso com a vida, especialmente, com a vida do ser humano mais indefeso, que é a criança no ventre materno, e com a vida da própria gestante. Políticas públicas realmente voltadas à pessoa humana são as que procuram atender às necessidades da mulher grávida, dando-lhe condições para ter e a criar bem os seus filhos, e não para abortá-los.
“Escolhe, pois, a vida” (Dt 30,19). Ainda que em determinadas circunstâncias se trate de uma escolha difícil e exigente, reafirmamos ser a única escolha aceitável e digna para nós que somos filhos e filhas do Deus da Vida.
Conclamamos os católicos e a todas as pessoas de boa vontade a se unirem a nós na defesa e divulgação do Evangelho da Vida, atentos a todas as forças e expressões de uma cultura da morte que se expande sempre mais."
Brasília, 3 de março de 2008
Dom Geraldo Lyrio Rocha
Arcebispo de Mariana
Presidente da CNBB
Dom Dimas Lara Barbosa
Bispo Auxiliar do Rio de Janeiro
Secretário-Geral da CNBB

## Nota Especial sobre o Aborto
De acordo com o Código Penal Brasileiro atual, o aborto induzido é crime, e quem o pratica só não é punido quando houver comprovado risco para a vida da gestante, a gravidez for resultante de estupro ou em caso de feto anencéfalo. O aborto é condenado pelo Magistério da Igreja Católica Apostólica Romana e pelos papas ao longo da História, e também na Bíblia se ressalta que a vida humana é sagrada, um dom divino, desde a concepção.